# Sarah Eyfferth
Sarah Eyfferth (* 1983 in Henstedt-Ulzburg, Schleswig-Holstein) ist eine deutsche Schauspielerin.

## Leben
Von 2010 bis 2013 absolvierte Eyfferth eine Schauspielausbildung an der Schule für Schauspiel Hamburg (SfSH).
Ab 2010 wirkte sie als Schauspielerin in mehreren Kurzfilmen sowie Fernsehserien mit. Sie ist auch als Synchronsprecherin tätig.

## Filmografie
- 2010: Vom Treffen zweier Igel (Kurzfilm)
- 2013: Stay Friends (Kurzfilm)
- 2014: Cannibalism (Kurzfilm)
- 2015: Terra X (TV-Reihe, 1 Folge)
- 2016: Der Athen-Krimi – Trojanische Pferde
- 2016: Entgleist (Kurzfilm)
- 2016: Mehr als Worte (Kurzfilm)
- 2018: Der Bulle und das Biest (Fernsehserie, 1 Folge)
- 2019: Mutterglück (Kurzfilm)
- 2020: Queue (Kurzfilm)
- 2021: Ohne Sie (Kurzfilm)
- 2022: Der Besuch (Kurzfilm)
- 2023: Believe (Kurzfilm)
- 2024: Rote Rosen (Fernsehserie)